# 文教研修施設
文教研修施設（ぶんきょうけんしゅうしせつ）は、国の行政機関が置く施設等機関の一つで、主に所掌事務に関する研修を行う施設である。内閣府本府組織令および各省組織令に施設名、各府省設置法に役割がそれぞれ明記されている。

## 文教研修施設の一覧
- 内閣府 - 所掌事務に関する研修を行う。
  - 経済社会総合研究所

- 総務省 - 所掌事務に関する研修を行うほか、地方公務員に対する地方自治に関する高度の研修、国家公務員及び地方公務員に対する統計に関する研修を行う。
  - 自治大学校、情報通信政策研究所、統計研究研修所

- 法務省 - 所掌事務に関する研修を行う。
  - 法務総合研究所、矯正研修所、公安調査庁研修所

- 外務省 - 所掌事務に関する研修を行う。
  - 外務省研修所

- 財務省 - 国の会計事務職員の研修及び所掌事務（財務省の地方支分部局においてつかさどる事務を含む。）に関する研修を行う。
  - 財務総合政策研究所、会計センター、税関研修所

- 国税庁 - 国税庁の所掌事務に関する研修を行う。
  - 税務大学校

- 農林水産省 - 所掌事務に関する研修を行う。
  - 農林水産研修所、森林技術総合研修所

- 経済産業省 - 鉱山における保安に関する技術及び実務の教授並びに所掌事務に関する研修を行う。
  - 経済産業研修所

- 国土交通省 -所掌事務に関する養成及び研修を行う。
  - 国土技術政策総合研究所、国土交通大学校、航空保安大学校、気象大学校、海上保安大学校、海上保安学校

- 環境省 - 所掌事務に関する研修を行う。
  - 環境調査研修所

- 防衛省 - 教育訓練及び研究を行う。
  - 防衛研究所、防衛大学校、防衛医科大学校